# Grand Prix automobile de Singapour 2025
GP précédent GP suivant
Le Grand Prix automobile de Singapour 2025 (Formula 1 Singapore Airlines Singapore Grand Prix 2025), disputé le 5 octobre 2025 sur le circuit urbain de Singapour, est la 1143e épreuve du championnat du monde de Formule 1 courue depuis 1950. Il s'agit de la seizième édition du Grand Prix de Singapour comptant pour le championnat du monde de Formule 1 et la dix-neuvième manche du championnat 2025.  Depuis la première édition de ce Grand Prix en 2008, la deuxième séance d'essais libres, les qualifications et la course ont lieu de nuit.

## Pneus disponibles
| Pneus pour piste sèche | Pneus pour piste sèche | Pneus pour piste sèche | Pneus pluie | Pneus pluie |
| ---------------------- | ---------------------- | ---------------------- | ----------- | ----------- |
|                        |                        |                        |             |             |

## Essais libres

### Première séance, le vendredi de 18 h à 19 h
| Pos. | Pilote | Voiture | Chrono | Écart |
| ---- | ------ | ------- | ------ | ----- |
| 1    | [[ ]]  | [[ ]]   |        |       |
| 2    | [[ ]]  | [[ ]]   |        | +     |
| 3    | [[ ]]  | [[ ]]   |        | +     |
| 4    | [[ ]]  | [[ ]]   |        | +     |
| 5    | [[ ]]  | [[ ]]   |        | +     |
| 6    | [[ ]]  | [[ ]]   |        | +     |

### Deuxième séance, le vendredi de 21 h à 22 h
| Pos. | Pilote | Voiture | Chrono | Écart |
| ---- | ------ | ------- | ------ | ----- |
| 1    | [[ ]]  | [[ ]]   |        |       |
| 2    | [[ ]]  | [[ ]]   |        | +     |
| 3    | [[ ]]  | [[ ]]   |        | +     |
| 4    | [[ ]]  | [[ ]]   |        | +     |
| 5    | [[ ]]  | [[ ]]   |        | +     |
| 6    | [[ ]]  | [[ ]]   |        | +     |

### Troisième séance, le samedi de 18 h à 19 h
| Pos. | Pilote | Voiture | Chrono | Écart |
| ---- | ------ | ------- | ------ | ----- |
| 1    | [[ ]]  | [[ ]]   |        |       |
| 2    | [[ ]]  | [[ ]]   |        | +     |
| 3    | [[ ]]  | [[ ]]   |        | +     |
| 4    | [[ ]]  | [[ ]]   |        | +     |
| 5    | [[ ]]  | [[ ]]   |        | +     |
| 6    | [[ ]]  | [[ ]]   |        | +     |

## Séance de qualifications

### Résultats des qualifications et grille de départ
| Pos. | Pilote | Écurie | Qualifications 1 | Qualifications 2 | Qualifications 3 |
| --- | ------ | ------ | ---------------- | ---------------- | ---------------- |
| 1 | [[ ]]  | [[ ]]  |                  |                  |                  |
| 2 | [[ ]]  | [[ ]]  |                  |                  |                  |
| 3 | [[ ]]  | [[ ]]  |                  |                  |                  |
| 4 | [[ ]]  | [[ ]]  |                  |                  |                  |
| 5 | [[ ]]  | [[ ]]  |                  |                  |                  |
| 6 | [[ ]]  | [[ ]]  |                  |                  |                  |
| 7 | [[ ]]  | [[ ]]  |                  |                  |                  |
| 8 | [[ ]]  | [[ ]]  |                  |                  |                  |
| 9 | [[ ]]  | [[ ]]  |                  |                  |                  |
| 10 | [[ ]]  | [[ ]]  |                  |                  |                  |
| 11 | [[ ]]  | [[ ]]  |                  |                  |                  |
| 12 | [[ ]]  | [[ ]]  |                  |                  |                  |
| 13 | [[ ]]  | [[ ]]  |                  |                  |                  |
| 14 | [[ ]]  | [[ ]]  |                  |                  |                  |
| 15 | [[ ]]  | [[ ]]  |                  |                  |                  |
| 16 | [[ ]]  | [[ ]]  |                  |                  |                  |
| 17 | [[ ]]  | [[ ]]  |                  |                  |                  |
| 18 | [[ ]]  | [[ ]]  |                  |                  |                  |
| 19 | [[ ]]  | [[ ]]  |                  |                  |                  |
| 20 | [[ ]]  | [[ ]]  |                  |                  |                  |
| Temps minimal à réaliser pour la qualification : 0 min 00 s 000 (107 % du meilleur temps en Q1 : 0 min 00 s 000) |        |        |                  |                  |                  |

## Course

### Classement de la course
| Pos. | no | Pilote | Écurie | Tours | Temps/Abandon | Grille | Points |
| ---- | -- | ------ | ------ | ----- | ------------- | ------ | ------ |
| 1    |    |        |        |       |               |        | 25     |
| 2    |    |        |        |       |               |        | 18     |
| 3    |    |        |        |       |               |        | 15     |
| 4    |    |        |        |       |               |        | 12     |
| 5    |    |        |        |       |               |        | 10     |
| 6    |    |        |        |       |               |        | 8      |
| 7    |    |        |        |       |               |        | 6      |
| 8    |    |        |        |       |               |        | 4      |
| 9    |    |        |        |       |               |        | 2      |
| 10   |    |        |        |       |               |        | 1      |
| 11   |    |        |        |       |               |        |        |
| 12   |    |        |        |       |               |        |        |
| 13   |    |        |        |       |               |        |        |
| 14   |    |        |        |       |               |        |        |
| 15   |    |        |        |       |               |        |        |
| 16   |    |        |        |       |               |        |        |
| 17   |    |        |        |       |               |        |        |
| 18   |    |        |        |       |               |        |        |
| 19   |    |        |        |       |               |        |        |
| Abd. |    |        |        |       |               |        |        |

## Statistiques
Le Grand Prix de Singapour 2025 représente :
Au cours de ce Grand Prix :